# Liste der Kardinalskreierungen Leos VII.
Papst Leo VII. kreierte während seines dreijährigen Pontifikates (936–939) lediglich einen Kardinal.

## Kardinalskreierung zwischen 936 und 939
- Stephan, Kardinalpriester von Ss. Silvestro e Martino, seit Juli 939 Papst Stephan VIII., † Ende Oktober 942